# Rezervația peisagistică Chioselia
Rezervația peisagistică Chioselia este o arie protejată, situată la nord-vest de Chioselia din raionul Cantemir, Republica Moldova (ocolul silvic Baimaclia, Chioselia, parcelele 35-38). Are o suprafață de 307 ha. Obiectul este administrat de Gospodăria Silvică de Stat Iargara. Este cea mai sudică rezervație peisagistică din republică.

## Descriere
Este o pădure bine păstrată de stejar pedunculat cu amestec de stejar pufos. Poienele găzduiesc mai multe plante rare tipice zonei balcano-mediteranene, precum ruscuța, brândușa, albăstrița Angelescu.

## Galerie

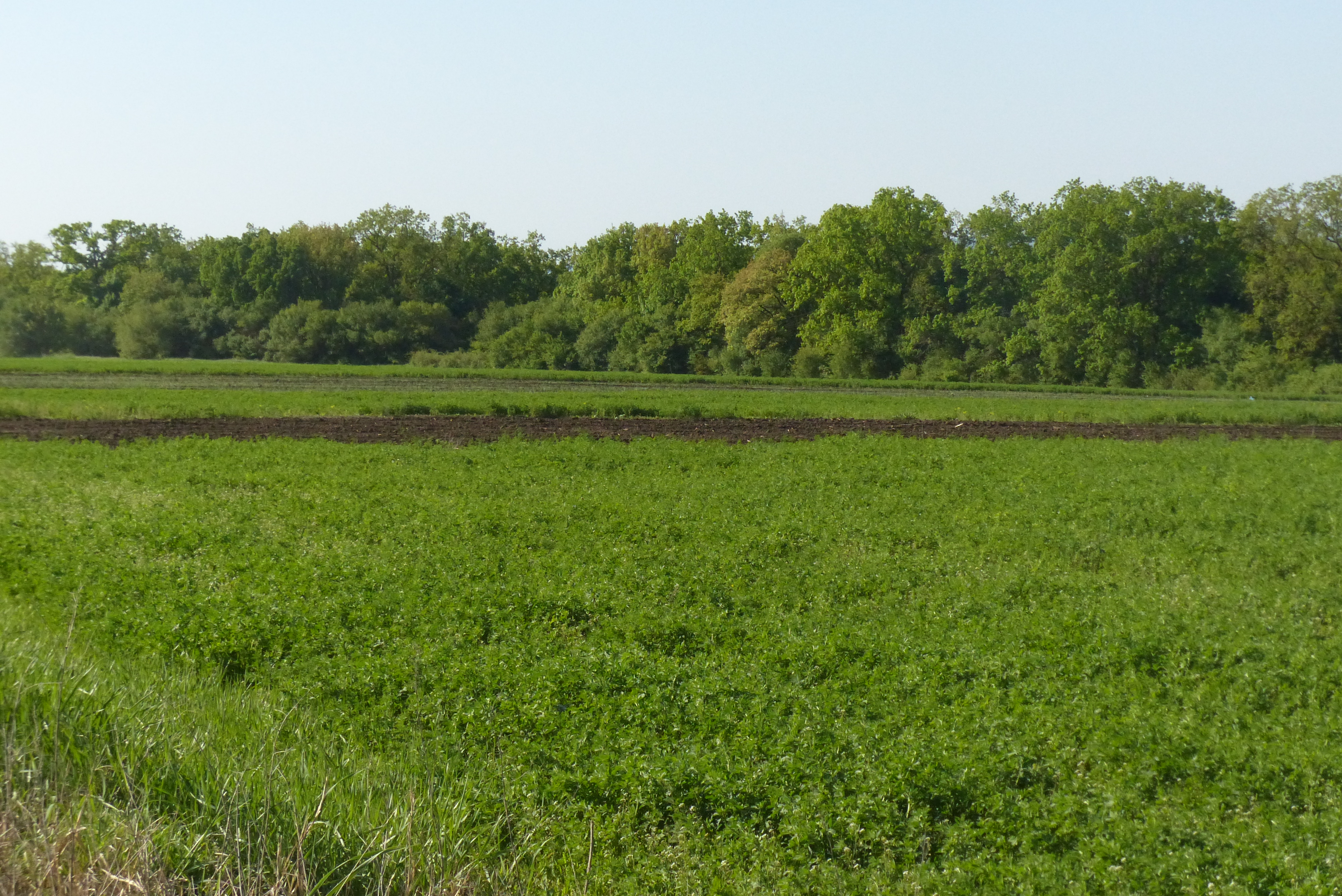
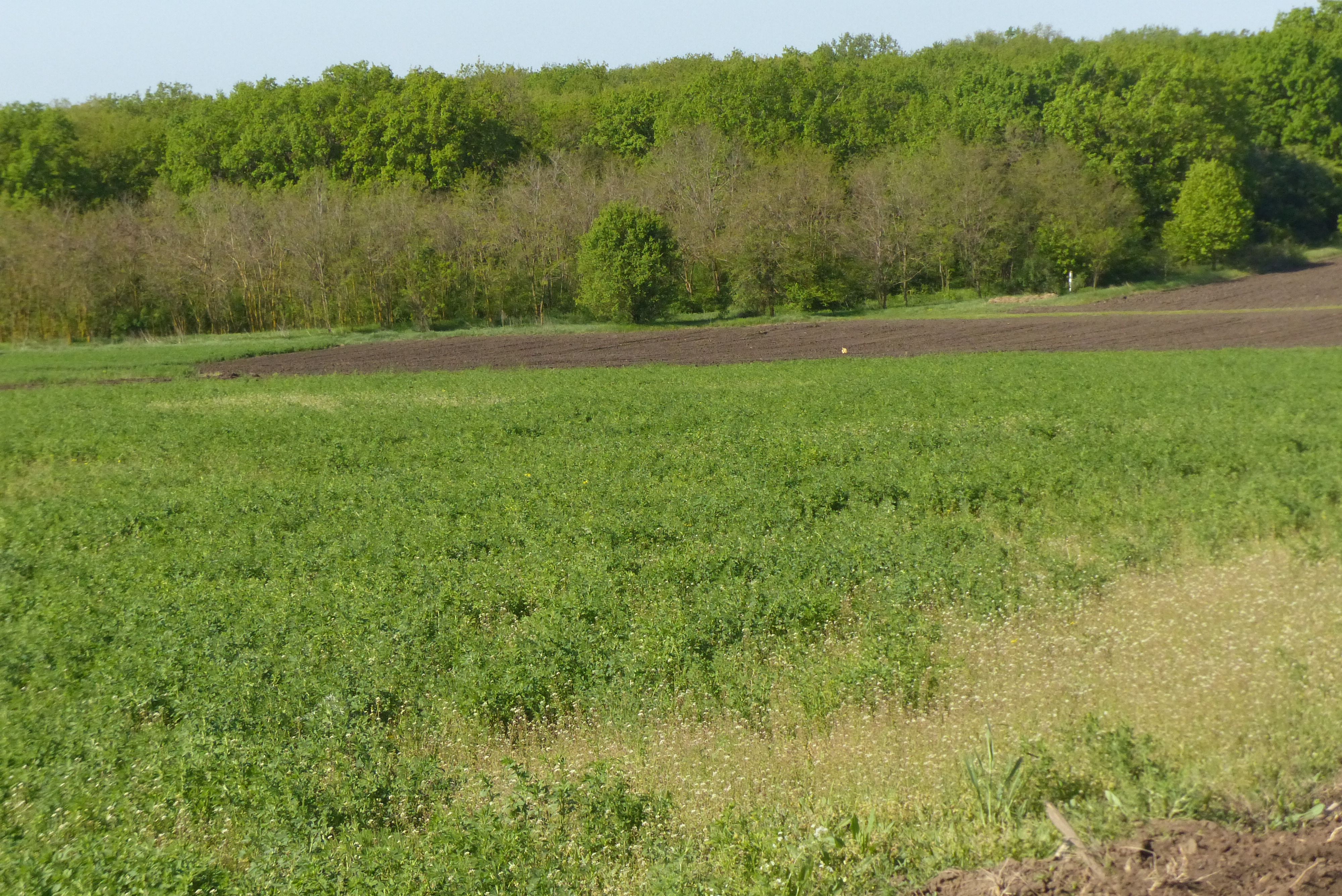
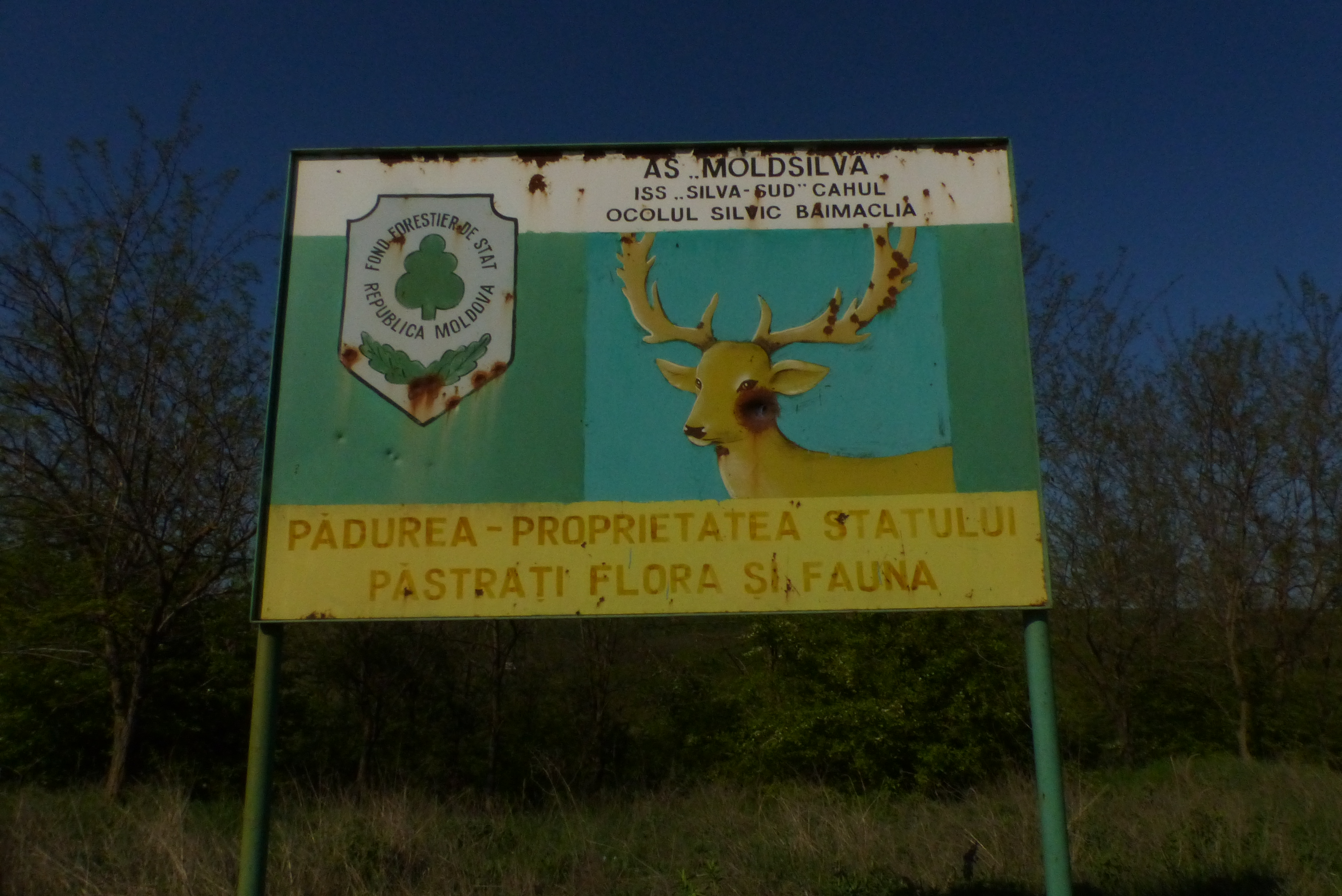
Panou informativ